# Малоротый нематопс
Малоротый нематопс (лат. Nematops microstoma) — вид лучепёрых рыб семейства пецилопсеттовых (Poecilopsettidae). Это донная рыба, которая живет в соленой воде на глубины 304 метра в тропических водах юго-западной части Тихого океана. Длина тела до 10 см.

## Распространение
По состоянию на 2011 год Nematops microstoma была обнаружена только в двух местах в юго-западной части Тихого океана: на островах Адмиралтейства, где она была впервые описана Альбертом Гюнтером в 1880 году, и на островах Гилберта.

## Описание
Крупные глаза расположены на правой стороне, боковая линия на слепой стороне отсутствует. Длина тела в 2,3 раза больше высоты. Грудной плавник на глазной стороне короче длины головы.

## Питание
Питается мелкими организмами зообентоса.

## Взаимодействие с человеком
Охранный статус вида не определён. Он безвреден для человека и не является объектом промысла.